# امیر رضانژاد
امیر رضانژاد حسنجانی (زاده ۱۸ ژانویه ۲۰۰۰–۲۸ دی ۱۳۷۸ خورشیدی) کانو اسلالومیست ایرانی است. او به عنوان بخشی از تیم پناهندگان IOC در بازی‌های المپیک تابستانی ۲۰۲۴ شرکت کرد.

## زندگی اولیه و شخصی
او که اصالتاً ایرانی است، قایق‌رانی را از سن ۷ سالگی آغاز کرد. او نخست با قایق‌رانی در آب تخت آغاز کرد و سپس به کانو اسلالوم روی آورد. او در سال ۲۰۲۰ با ۱۶ شبانه روز پیاده‌روی در میان کوه‌های هم مرز ایران و ترکیه از کشورش ایران گریخت. او سرانجام در آگسبورگ آلمان ساکن شد، جایی که اکنون در آنجا زندگی می‌کند و آموزش می‌دهد. وی به زبان‌های فارسی، ترکی، انگلیسی و آلمانی مسلط است.

## حرفه
او فعالیت بین‌المللی خود را از سال ۲۰۱۵ آغاز کرد و به عنوان نماینده ایران در مسابقات جهانی کانو اسلالوم ICF در سال ۲۰۱۷ شرکت کرد.
پس از سه سال دوری از این ورزش، مجوز رقابت به عنوان یک ورزشکار پناهنده را در سال ۲۰۲۳ دریافت کرد. او آغاز به تمرین با مربی آلمانی یورگن کوهلر کرد. او نخستین حضور خود در جام جهانی کانو اسلالوم ICF را در آگسبورگ در سال ۲۰۲۴ انجام داد.
رضانژاد برای عضویت در تیم المپیک پناهندگان در المپیک ۲۰۲۴ پاریس انتخاب شد.